# Innocenti 186 GT
L'Innocenti 186 GT è un'automobile sportiva costruita congiuntamente dalle case automobilistiche italiane Innocenti e Ferrari dal 1963 al 1964. Sono stati costruiti solo due prototipi, di cui uno solo sopravvive ancora oggi.

## Descrizione
Nel 1960 Innocenti era entrato nel settore automobilistico, iniziando l'assemblaggio di modelli su licenza della British Motor Corporation nella sua fabbrica di Lambrate. Il fondatore Ferdinando Innocenti desiderava ampliare la produzione automobilistica introducendo una piccola sportiva e per realizzarla contattò Enzo Ferrari. Nel 1963 le due case automobilistiche si accordarono, con la Ferrari che avrebbe progettato una coupé con un motore V6, derivato dal Ferrari V12. Un team di ingegneri si riunì a Maranello, supervisionato dal direttore tecnico di Innocenti Sandro Colombo assistito dai suoi ingegneri insieme al personale Ferrari, incluso il progettista di motori Franco Rocchi.
La 186 GT era alimentata da un motore 1888 cc V6 monoalbero a 12 valvole con bancate da 60° e alesaggio e corsa 77×64 mm, che produceva 156 CV a 7.000 rpm. Il motore era accoppiato a un cambio manuale a 4 marce di derivazione britannica con overdrive sulla terza e quarta marcia. Il telaio era in tubo d'acciaio con carrozzeria separata. La vettura utilizzava una sospensione anteriore a doppio braccio oscillante e un asse posteriore su molle a balestra. I freni erano a disco e le ruote calzavano cerchi della Borrani con pneumatici Pirelli Cinturato 175× 14.
Il prototipo fu costruito dalla torinese Bertone, che aveva il compito di progettare e infine produrre la carrozzeria. Per disegnare la vettura il lavoro venne affidato a Giorgetto Giugiaro (allora impiegato da Bertone) che progettò una coupé fastback 2+2 con carrozzeria parzialmente in alluminio. Dei due prototipi, uno è stato distrutto, mentre l'altro è rimasto in un deposito presso una struttura della Innocenti. Quando l'edificio fu demolito nel 1994 a seguito dell'acquisizione di Fiat, la 186 GT sopravvissuta fu salvata da Ermanno Cozza. Nel 2015 la vettura divenne parte di una mostra al Museo Ferrari di Maranello.